# 탈자 효과
탈자 효과(Missing letter effect) 또는 누락된 문자(철자) 효과는 인지심리학에서 사람들이 텍스트를 읽는 동안 대상 문자를 의식적으로 감지하도록 요청 받았을 때 자주 사용되는 기능 단어에서 더 많은 문자를 놓친다는 사실을 말한다. 누락된 문자 효과는 단어 빈도 증가에 따른 문자 식별 대신 더 자주 사용되는 단어의 문자를 식별하지 못하는 현상을 설명하기 때문에 '역(逆)- 단어 우월성 효과'라고도 한다.

## 같이 보기
- 착시 현상